# Lorenzo Tedesco
Lorenzo Tedesco (Trieste, 30 de diciembre de 1990) es un deportista italiano que compitió en remo.
Ganó una medalla de oro en el Campeonato Mundial de Remo de 2017, en la prueba cuatro sin timonel ligero. Además, obtuvo una medalla de plata en el Campeonato Mundial de Remo de Mar de 2016.

## Palmarés internacional
| Campeonato Mundial | Campeonato Mundial        | Campeonato Mundial | Campeonato Mundial        |
| Año                | Lugar                     | Medalla            | Prueba                    |
| ------------------ | ------------------------- | ------------------ | ------------------------- |
| 2017               | Sarasota (Estados Unidos) | Medalla de oro     | Cuatro sin timonel ligero |